# Эмбелин
Эмбелин (2,5-дигидрокси-3-ундецил-1,4-бензохинон) представляет собой встречающийся в природе парабензохинон, выделенный из сушеных ягод растений Embelia ribes из подсемейства Мирсиновые, часто называемых "ложным черным перцем".
Эмбелин и его производные обладают широким спектром биологической активности, включая антиоксидантную, противоопухолевую, противовоспалительную и анальгезирующую, противомикробную, антидиабетическую, анксиолитическую, а также противозачаточную. и антисперматогенную.
Лечение эмбелином значительно снижает вызванное паракватом повреждение легких за счет подавления окислительного стресса, воспалительного каскада (высвобождение воспалительных цитокинов) и сигнального пути MAPK/NF-κB у крыс, отравленных паракватом.. Эмбелин и его производные, такие как RF22-c избирательно ингибируют 5-LOX и микросомальную простагландин Е2-синтазу-1 